# Alfa Romeo Tipo 103

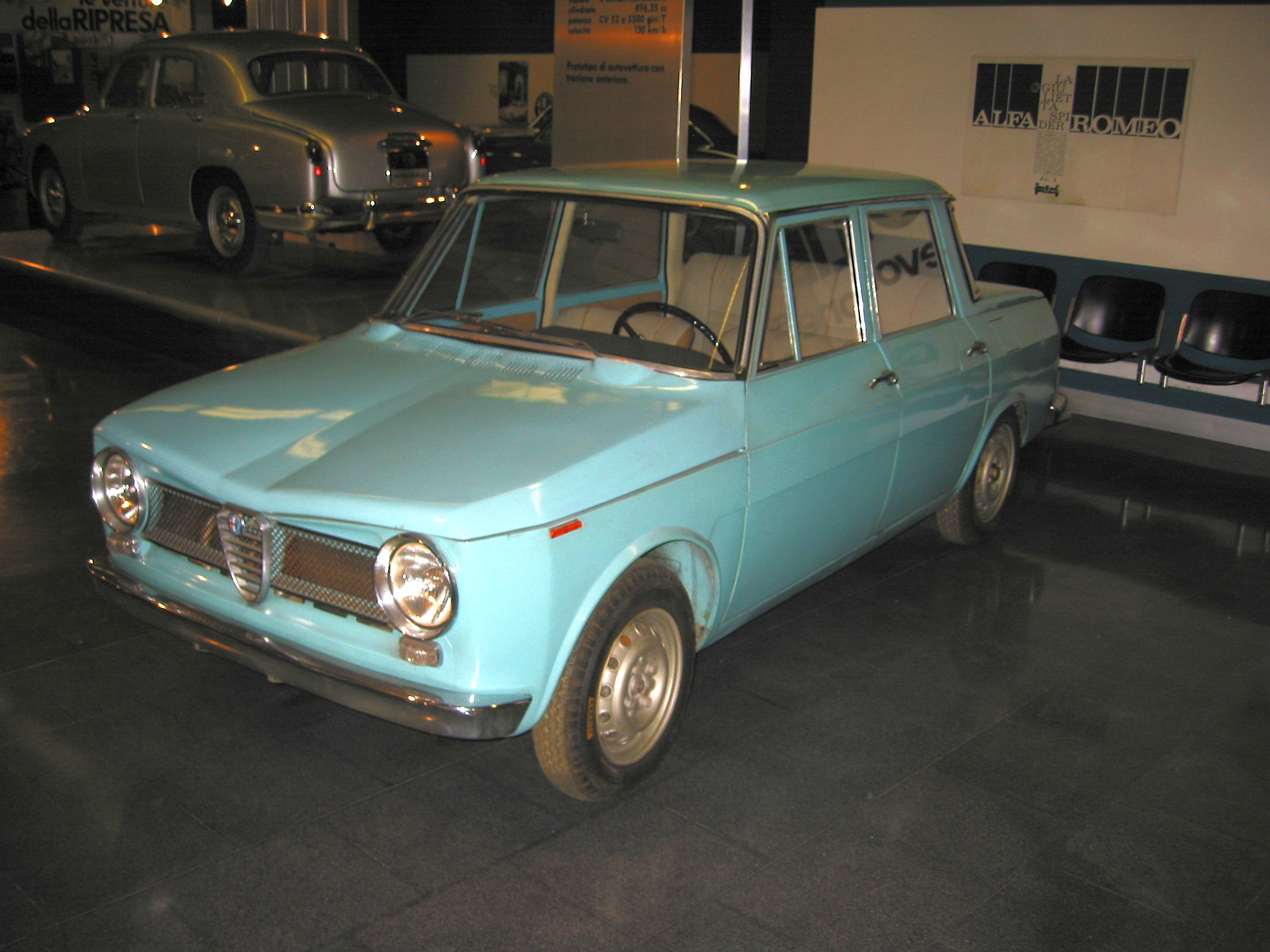
Alfa Romeo Tipo 103

Unter dem Projektnamen Tipo 103 entwickelte der italienische Automobilhersteller Alfa Romeo in den späten 1950er-Jahren einen Kleinwagen, der das Unternehmen als Großserienhersteller etablieren sollte. Der Tipo 103 verfügte über einige zu seiner Zeit sehr innovative Konstruktionsmerkmale, wie einen quer eingebauten Motor und Frontantrieb. Eine Serienfertigung kam letztlich aus wirtschaftlichen Gründen nicht zustande. Der Tipo 103 gilt als konzeptioneller Vorläufer des zehn Jahre später vorgestellten Alfasud.

## Hintergrund
Alfa Romeo war bis zum Ausbruch des Zweiten Weltkriegs ein Hersteller hochpreisiger Sportwagen gewesen, der das Marktsegment der Oberklasse bediente. Nach Kriegsende entschied sich die Unternehmensleitung für eine Neupositionierung der Marke, die 1950 mit dem Alfa Romeo 1900 begann, einer sportlichen Limousine der oberen Mittelklasse, die werksseitig über eine standardisierte selbsttragende Karosserie verfügte und nur halb so teuer war wie die exklusiven Vorkriegsfahrzeuge. 1954 erschien mit der Giulietta der erste Alfa Romeo, der unmittelbar als Mittelklassemodell konzipiert war. Unter dem Eindruck des Erfolges, den der noch kleinere Fiat 600 insbesondere auf dem italienischen Markt hatte, erwog Alfa Romeo in den späten 1950er-Jahren zunächst, der Mode der Zeit folgend, der Giulietta einen sportlichen Kleinwagen mit Heckmotor zur Seite zu stellen. Bis 1958 entstand daraufhin unter der Leitung von Rudolf Hruska und Giuseppe Busso ein heckgetriebener Kleinwagen (Tipo 13-61). Nachdem 1958 der erste Prototyp dieses Modells aufgebaut worden war, entschied sich die Unternehmensleitung gegen die Fortführung des Projekts 13-61. Diese Entscheidung stand im Zusammenhang mit der Vorstellung des von Alec Issigonis entwickelten Mini, dessen Platz sparende Kombination aus quer gestelltem Frontmotor und Frontantrieb einen Meilenstein im Automobildesign darstellte und als Konzept der Zukunft wahrgenommen wurde. Ab 1959 entwickelten Alfa Romeos Ingenieure daraufhin einen Kleinwagen, der den Konstruktionsprinzipien des Mini folgte. 
1960 entstand der erste Prototyp dieses Tipo 103 genannten Modells, dem nach einigen Quellen 1962 ein zweiter folgte. Bis 1962 unternahm Alfa Romeo zahlreiche Testfahrten mit dem Tipo 103. Ungeachtet der angeblich überzeugenden Ergebnisse dieser Tests entschied sich Alfa Romeo letztlich aus wirtschaftlichen Gründen gegen eine Serienfertigung des Tipo 103, da mit Modellen der Mittel- und der oberen Mittelklasse angeblich größere Gewinne zu erzielen waren; einige Quellen verweisen auch auf eine angebliche informelle Aufteilung des italienischen Automobilmarkts zwischen Fiat und Alfa Romeo, die durch eine Serienfertigung des 103 gegenstandslos geworden wäre.
Das Konzept des kompakten Frontantriebswagens wurde erst ein Jahrzehnt später mit dem Alfasud, dessen Entwicklung und Produktion in erheblichem Maße staatlich gefördert wurde, wieder aufgegriffen. Ungeachtet dessen beeinflusste die Karosserie des 103 mehrere später präsentierte Serienfahrzeuge.

## Technik
Der Tipo 103 war ein 3,6 m langer Kleinwagen mit selbsttragender Karosserie. Als Antrieb war ein Vierzylinderreihenmotor mit 0,9 Litern Hubraum vorgesehen, der vorn quer eingebaut war. Seine Leistung wurde mit 52 PS angegeben. Die Kraft wurde über ein voll synchronisiertes Vierganggetriebe auf die Vorderräder übertragen. Als Höchstgeschwindigkeit ergab sich bei Testfahrten ein Wert von 139 km/h. 
Die Karosserie war als viertürige Stufenhecklimousine gestaltet. Der Aufbau war geradlinig geformt, die hinteren Türen endeten vor den Radausschnitten. Renault übernahm das Grundkonzept der Karosserie für den 1962 vorgestellten R 8, der allerdings über einen hinten liegenden Motor verfügte. Die Heckpartie des Tipo 103 hatte einen in der Mitte abgesenkten Kofferraumdeckel und quer darunter angeordnete Rückleuchten. Dieses Designkonzept übernahm Alfa Romeo mit nur geringfügigen Veränderungen für den Giulietta-Nachfolger Giulia, der 1962 auf den Markt kam.
Das Fahrzeugleergewicht betrug 725 kg.